# Attentat de l'église Bethel Memorial à Quetta
Le 17 décembre 2017, l'attentat de l'église Bethel Memorial vise quelque 400 fidèles rassemblés pour la messe dominicale dans une église méthodiste à Quetta, ville du Nord-Ouest de l'instable province pakistanaise du Baloutchistan. Deux assaillants munis de grenades et de ceintures explosives s'y présentent. L'un est abattu par la police sur le parvis, l'autre déclenche sa veste de 15 kg d'explosifs devant la porte de l'église, qui vole en éclats et touche tous ceux à proximité. Le bilan fait état d'au moins 8 morts et 30 blessés. L'attaque est revendiquée par l'État islamique via Amaq. Cet attentat s'inscrit dans la longue liste des violences subies par les chrétiens au Pakistan.